# Dora (bunkier)

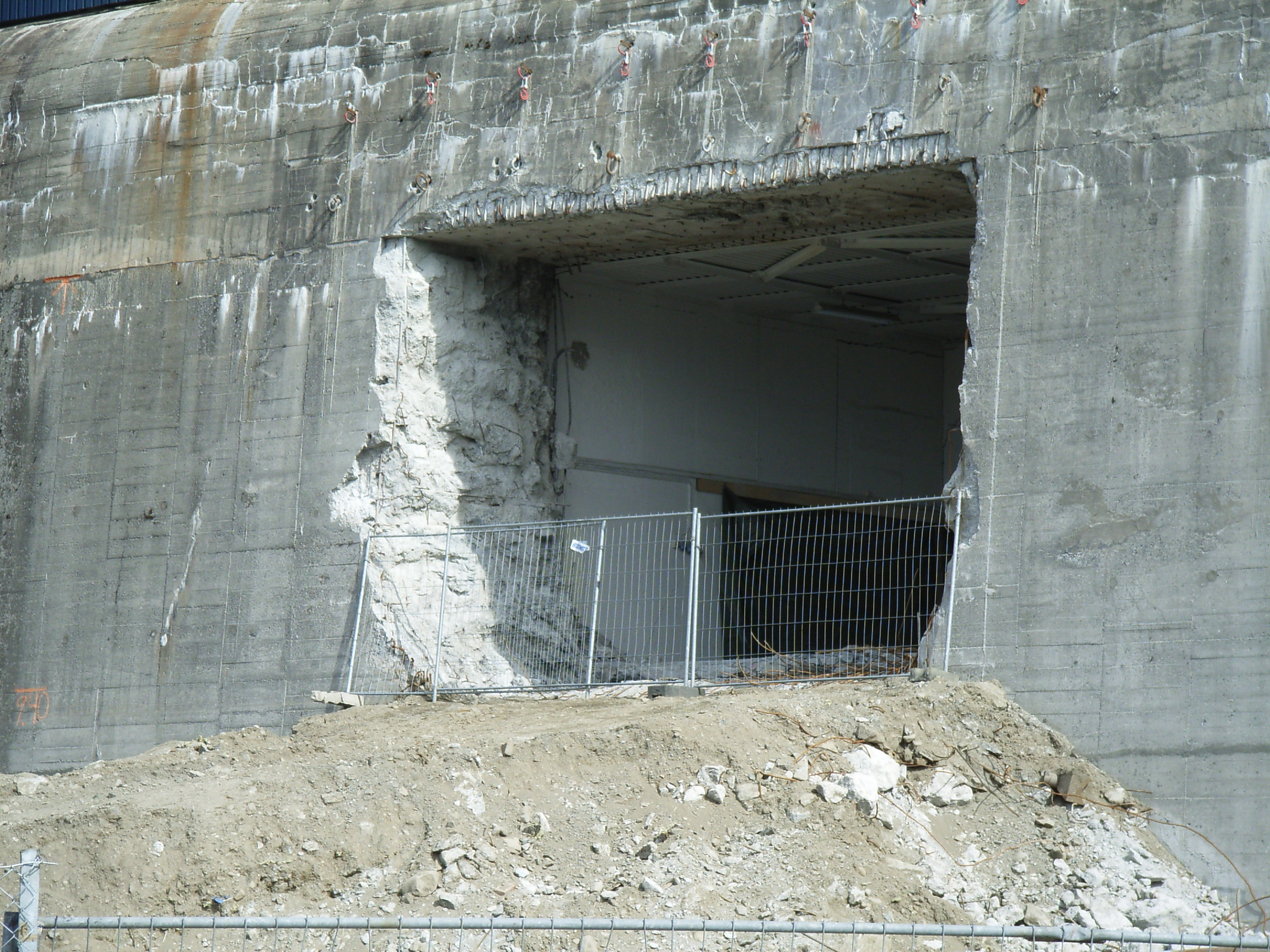
Zdjęcie przedstawiające grubość ścian Dory 1

DORA 1 – dawny niemiecki bunkier dla okrętów podwodnych zbudowany w czasie II wojny światowej w Trondheim.
Nazwa DORA to fonetyczny zapis litery D w języku niemieckim. Niemcy nazywali Trondheim Drontheim.
Budowla została wzniesiona jesienią 1941, rok po inwazji na Norwegię. Baza miała być częścią największej bazy marynarki III Rzeszy – w pobliżu planowanej stolicy Północnej Europy.
Grubość stropów schronów to 3,5 metra betonu wzmacnianego stalą. Ściany miały grubość 3 metrów. Cały bunkier miał rozmiary 153 × 105 metrów. Budowa była prowadzona przez Organizację Todta Einsatzgruppe Wiking i firmę budowlaną Sager & Wörner z Monachium. Organizacja Todta wykorzystywała szeroko pracę przymusowych robotników.
DORA 1 została przekazana Kriegsmarine 20 czerwca 1943 i budowla stała się bazą 13. Flotylli U-Bootów. Bunkier mógł pomieścić 16 okrętów podwodnych.